# Futsal
Le futsal, ou football en salle, est un sport collectif apparenté au football. Comme lui, il se joue principalement au pied avec un ballon sphérique. Il oppose deux équipes de cinq joueurs dans un gymnase, sur un terrain de handball. L'objectif de chaque équipe est de mettre le ballon dans le but adverse, sans utiliser les bras, et de le faire plus souvent que l'autre équipe.
Cette discipline est inventée par l'Argentin Juan Carlos Ceriani Gravier, membre de la YMCA de Montevideo en Uruguay, à la suite de la Coupe du monde de football de 1930 dans ce même pays et au vu du manque de terrains pour permettre aux enfants de jouer. De 1930 à 1933, il crée les règles spécifiques de ce qui est alors appelé le « football de salon ». La dénomination de « futsal » apparait dans les années 1980. La FIFA souhaite récupérer le contrôle de ce qu'elle voit comme un dérivé de son football. Devant le refus de la FIFUSA, elle interdit l'utilisation du mot « football » d'où l'invention du diminutif « futsal ». Les deux fédérations internationales (l'AMF prenant la suite de la FIFUSA) s'opposent depuis pour la gouvernance de ce sport.

## Histoire

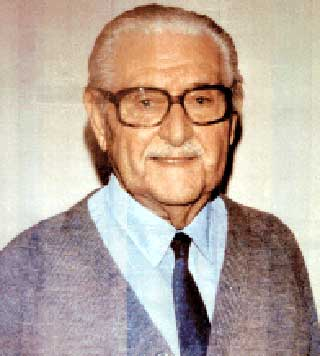
Juan Carlos Ceriani Gravier, inventeur du futsal.

### Genèse et codification (années 1930)
La genèse de cette discipline remonte à 1930 à Montevideo en Uruguay, après la première coupe du monde de football. La nécessité de créer une nouvelle discipline sportive de balle au pied sur des petites surfaces avec un nombre de joueurs limité est remarquée par l'Argentin Juan Carlos Ceriani Gravier. Comme il n'existe pas assez de terrain de football dans la ville, les jeunes essayent de jouer sur de petites surfaces de jeu, comme les terrains de basket-ball ou les salles de bal. Gravier, alors secrétaire général au sein de la Young Men's Christian Association (YMCA) de Montevideo, a l'idée de remplacer les règles du jeu du football par d'autres issues de différents sports de salle déjà codifiés. L'idée originelle n'est pas simplement de jouer au football sur un terrain de quartier, mais bel et bien de créer un nouveau sport avec ses propres règles plus strictes et moins violent, dans l'esprit d'éduquer les jeunes adultes, de les responsabiliser et de les rendre solidaires,.
Juan-Carlos Ceriani Gravier rédige ses règles du jeu en 1933. Puis il les distribue à tous les représentants des YMCA sud-américaines, sous le nom d'Indoor-Foot-Ball. Mais les jeunes étudiants préfèrent lui donner oralement le nom de foot-bola-sala (football-salle). L'expression bola pesada (balle lourde) est aussi couramment utilisée par les jeunes. La première version forme une synthèse équilibrée de quatre sports distincts dont les règles du jeu sont inspirées de trois sports de salle, le basket-ball, le handball, le water-polo tout en conservant la motivation du football : marquer des buts balle au pied.
Tandis que Ceriani met au point sa version, une variante similaire voit le jour dans les rues de São Paulo, au Brésil. Bientôt, ce nouveau jeu est connu dans toute l'Amérique du Sud comme le futbol sala (football en salle) ou futebol de salao au Brésil.

### Revue des règles (années 1950)
À partir de 1952, Habib Maphuz, de l’Associação Cristã de Moços (YMCA brésiliennes) de São Paulo, et Luiz Gonzaga de Oliveira Fernandes entreprennent d’harmoniser les différentes variantes de ce sport, pour permettre l'organisation de compétitions sportives au sein de Ligues, puis de Fédérations des États brésiliens. Le 28 juillet 1954 à Rio de Janeiro, ils fondent la première fédération connue au Brésil, la Fédération Métropolitaine de futebol de salão. La même année se crée la Fédération Mineira de futebol de salão, dans l’État brésilien de Minas Gerais. Une année plus tard, en 1955, se constitue la « Fédération Paulista de Futebol de Salão », de l’État de São Paulo.
C’est en 1956, que Messieurs Fernandes et Maphuz publient la seconde version des règles du jeu futebol de salão, sous la forme d’un livre portant le titre de « Règles brésiliennes du futebol de salão ». Outre ce travail d'unification, elles prennent en compte les évolutions techniques dans le domaine des sports et notamment la fabrication industrielle des ballons de futsal (normalisation de la taille, du poids et des hauteurs de rebond). Elles précisent de nouvelles dispositions, comme la limitation à cinq joueurs de champ, sans modifier toutefois les principes fondamentaux établis dans la première version écrite de Juan Carlos Ceriani Gravier de septembre 1933. À partir de 1956, ce sont les « Règles brésiliennes du futebol de salão », qui sont diffusées dans tous les États brésiliens et adoptées postérieurement par les autres pays sud-américains, puis par la FIFUSA en 1971.

### Organisation mondiale (années 1960-1970)
Le premier tournoi international est organisé en 1965. À la surprise générale, c'est le Paraguay qui remporte le premier titre continental. Le Brésil se rattrape en remportant consécutivement les six Championnats suivants, de 1965 à 1979.
Le 14 septembre 1969, les représentants du Brésil, du Paraguay, de l'Uruguay et de l'Argentine se réunissent à Asuncion (Paraguay) pour fonder la « Confédération sud-américaine de football de salon » (CSFS), et y fixent son siège.
À São Paulo le 25 juillet 1971, la CSFS et la Confédération brésilienne des sports constituent la Federação Internacional de FUtebol de SAlão (FIFUSA). Son siège est fixé à Rio de Janeiro. Sept pays, dont six sud-américains, prennent part à sa fondation : l'Uruguay, le Brésil, l'Argentine, le Paraguay, la Bolivie et le Pérou avec un seul pays européen, le Portugal. Son premier président est João Havelange (1971-1973) jusqu'à son élection à la tête de la FIFA.

### Premier mondial, conflit avec la FIFA et dénomination «futsal» (années 1980)

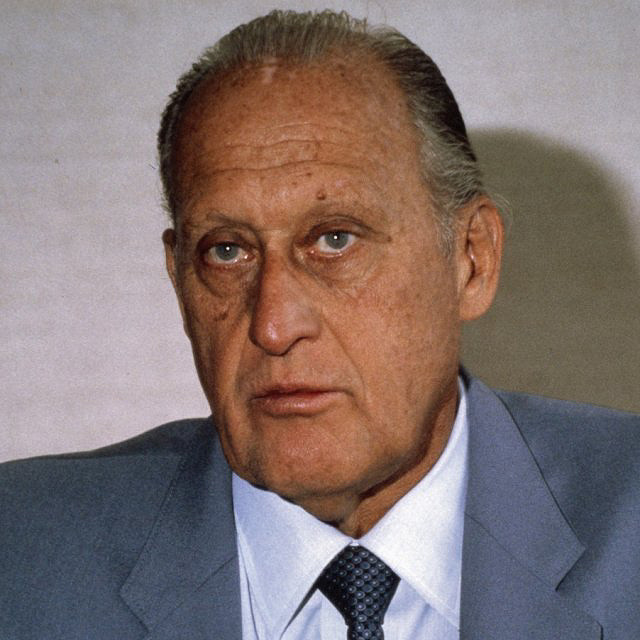
Depuis les années 1980 et son président Havelange, ex-premier homme de la FIFUSA, la FIFA souhaite gérer le futsal mondial.

En juillet 1980, est élu un nouveau président pour la FIFUSA, en la personne du brésilien Januário d'Alesio Neto. Sous son influence, celle-ci organise son premier Championnat du monde en 1982 à São Paulo avec la participation de onze nations.
Au début des années 1980, João Havelange, président de la FIFA depuis 1974 et ex-président de la FIFUSA (1971-1973), demande en assemblée générale de prendre le contrôle du futsal en Amérique latine, où il est le plus développé avec des millions de pratiquants. En 1983, la FIFA et son président menacent cette dernière d'une interdiction d'utiliser le terme « football » pour sa discipline. Les membres de la FIFUSA déposent et enregistrent (®) alors le nom « futsal » le 9 juin 1983 à Madrid. Ce terme est établi comme étant le nom universel désignant la modalité sportive. Le terme « futsal » est la contraction en mot-valise de l'espagnol : fútbol de salón et du portugais : futebol de salão, littéralement « football de salon ». Ces deux appellations traditionnelles, encore fréquemment utilisées aujourd'hui, marquent l'origine d'un sport issu du continent sud-américain, hispanophone et lusophone.
Les représentants des associations nationales membres de la FIFUSA décident d'inscrire le terme « futsal » dans les statuts de la Fédération au Congrès de Madrid en marge du second Championnat du monde. À deux semaines de l'organisation de ce deuxième Mondial de futsal, Madrid retire les subventions promises et met en danger l'existence même de la FIFUSA. Une entente à propos de l'attribution des JO 1992 entre Havelange et Juan Antonio Samaranch, président du CIO, expliquerait ce revirement,.
Alors que la FIFUSA organise son deuxième Mondial, la FIFA ne parvient pas à internationaliser son jeu de football sur terrain réduit, qu'elle nomme alors « soccer five », « football à cinq » ou « football en salle ». Elle ordonne à ses associations nationales de placer sous leur tutelle toutes les organisations de futsal.
Entre 1988 et 1989, la FIFA tente de créer son propre « football en salle », qui ne prend pas autant que prévu. Une Commission chargée d'étudier le problème propose la dissolution de la FIFUSA et le transfert de la gouvernance du futsal sous l'autorité de la FIFA. Elle propose aux dirigeants et aux clubs de la Fédération de futsal de fusionner le « Football en salle » (de la FIFA) avec le futsal (de la FIFUSA). Le but est de créer un hybride, le « futsal FIFA », et d'intégrer une sous-commission dépendante et placée sous l'autorité du Comité exécutif de la FIFA. L'idée est rejetée fin 1989 par la FIFUSA lors d'un vote. Sous les recommandations de la FIFA, les fédérations de futsal du Brésil, des États-Unis et du Canada rejoignent la fédération de football. En cette même année 1989, la FIFA organise sa première Coupe du monde. Elle y invite la sélection brésilienne qui vient de perdre sa couronne face au Paraguay dans le troisième Mondial FIFUSA.

### Deux sports semblables en parallèle (depuis 1990)
À partir de 1990, il existe donc deux formes de futsal distinctes, avec des règles du jeu légèrement différentes et gouvernées par deux organisations internationales dont les objectifs et les modalités de fonctionnement sont différentes et éloignées. Cette même année, les membres sud-américains et nord américains de la FIFUSA fondent la Confédération panaméricaine de futsal (PANAFUTSAL).
En décembre 2002, les membres de la PANAFUTSAL (C.P.F.S.), qui constituent la totalité des dernières associations membres de la FIFUSA, décident de conserver l'indépendance et l'autonomie indispensable à la défense du modèle sportif original et l'identité culturelle et sociale du futsal, en créant l'Association Mondiale de Futsal (AMF). Par héritage des droits historiques acquis par la FIFUSA depuis 1971, l'AMF poursuit le palmarès sportif et le modèle traditionnel du futsal authentique.
Si les Espagnols contestent la domination mondiale brésilienne, ils ne sont pas les seuls en Europe à avoir adopté le futsal. En Russie, en Angleterre, en Italie et en Ukraine, le jeu connaît un franc succès. Avec l'apparition de championnats professionnels au Brésil, en Russie, au Portugal, en Espagne, en Iran et au Japon, l'idée selon laquelle le futsal ne serait qu'un bon exercice pour développer la créativité des jeunes joueurs a fait son temps. Le jeu à cinq connaît un succès de plus en plus important, partout dans le monde.

## Deux fédérations internationales et plusieurs noms

### Conflit FIFUSA-AMF / FIFA
La tentative de rapprochement entre la FIFA et la FIFUSA en 1989 échoue et chacun réclame la gestion mondiale du futsal. À partir de 1990, il existe donc deux formes de futsal distinctes, avec des règles du jeu légèrement différentes et gouvernées par deux organisations internationales dont les objectifs et les modalités de fonctionnement sont différentes et éloignées :
- Le terme « futsal » est utilisé pour désigner la version originelle gouvernée par la FIFUSA et aujourd'hui l'Association mondiale de futsal (AMF) par héritage des pays de la PANAFUTSAL (C.P.F.S.). Ses règles du jeu sont modernisées en 2003 par l'International Board AMF qui est la gardienne des règles du jeu futsal.
- Le terme « futsal FIFA » est utilisé pour désigner la modalité sportive récente gouvernée par la Commission futsal FIFA et apparue à partir de 1990, en réalisant la fusion de son « Football en salle », telle qu'il se pratique lors de la première Coupe du monde en 1989, avec le futsal codifié par la FIFUSA. De cette fusion, nait le « futsal FIFA » qui emprunte la majorité des règles du jeu et une accusation de plagiat[note 5] au futsal, notamment par l'intégration des techniciens de la Confédération Brésilienne de Futsal (CBFS). Ce n'est qu'en 2000, que la codification définitive du jeu Futsal FIFA est publiée par la Commission futsal FIFA et le Conseil international du football, dont le règlement est appliqué lors de la Coupe du monde de 2000.

En 2000, la FIFA change quelques points du règlement du futsal original pour avoir la main mise sur cette version du jeu. Ainsi, les touches et les corners s'effectuent au pied selon les règles FIFA, et à la main avec les règles AMF ; le tacle glissé et la charge pour essayer de déséquilibrer son adversaire sont strictement interdits en AMF ; pour remettre le ballon en jeu, en version FIFA, les joueurs ont 4 secondes, 5 secondes en AMF. Enfin, une règle de 15 secondes pour remettre le ballon dans la partie adverse est imposée en AMF.

### Évolution du nom
| Période     | Origine puis FIFUSA             | FIFA                       |
| ----------- | ------------------------------- | -------------------------- |
| 1930-1950   | Foot-bola-sala Indoor-Foot-Ball | -                          |
| 1950-1983   | Football de salon               | -                          |
| 1983-1989   | Futsal                          | Football en salle          |
| Depuis 1990 | Futsal                          | Futsal FIFA (voire futsal) |

Pour ce qui est de la dénomination de ce sport, plusieurs termes ont été et sont toujours utilisés. Lors de son invention, il est parlé d'« Indoor-Foot-Ball » (football d'intérieur). L'inventeur Juan Carlos Ceriani Gravier, formé aux États-Unis, anglicise le nom du sport qu'il souhaite promouvoir. Mais les jeunes étudiants YMCA préfèrent lui donner oralement le nom de « foot-bola-sala » (football-salle). L'expression « bola pesada » (balle lourde) est aussi couramment utilisée par les jeunes, à cause du poids (entre 700 et 900 grammes) et de la petite taille du ballon en chanvre que le Professeur Ceriani conçoit pour favoriser le jeu à terre.
Les débuts de ce sport se faisant aussi dans les salles de bal, les joueurs l'appellent littéralement « football de salon ». Deux appellations traditionnelles, encore fréquemment utilisées aujourd'hui, marquent l'origine d'un sport issu du continent sud-américain, hispanophone et lusophone : l'espagnol : fútbol de salón et le portugais : futebol de salão.
En 1983, la Fédération internationale de football association (FIFA) interdit l'utilisation du mot « football » pour désigner cette discipline. Le terme « futsal » est alors créé. Il est la contraction en mot-valise de « fútbol de salón » et « futebol de salão ». De son côté, souhaitant imposer son sport, presque identique, la FIFA parle de « football en salle ».
En 1989, la Fédération de football souhaite voir fusionner les deux pratiques existantes sont le nom de « futsal FIFA », mais la FIFUSA refuse.

## Pratique du futsal

### Règles

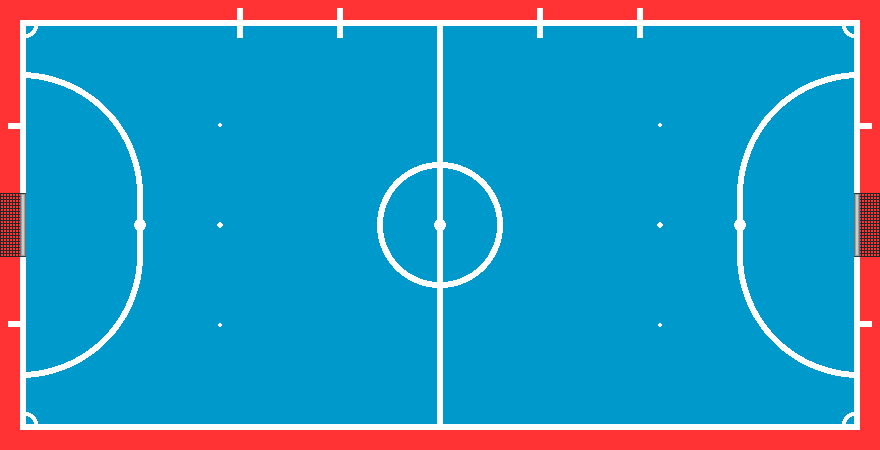
Terrain de futsal.

#### Surface de jeu
La longueur doit être au minimum de 25 mètres (38 mètres pour les matchs internationaux) et ne doit pas excéder 42 mètres. La largeur, quant à elle, doit être au minimum de 15 mètres (18 mètres pour les matches internationaux) et ne doit pas excéder 25 mètres.

#### Ballon
Il doit être en cuir ou de toute autre matière adaptée. Sa circonférence doit osciller entre 62 cm et 64 cm. Sa masse ne doit pas varier au-delà de 440 grammes et être au moins de 400 grammes au coup d'envoi du match. La pression du ballon doit être de l'ordre de 400-600 g/cm2.

#### Nombre de joueurs
Les matchs se jouent entre deux équipes, celles-ci doivent être composées de quatre joueurs de champ et d'un gardien de but. L'équipe peut compter jusqu'à sept remplaçants, dont les permutations sont illimitées durant la rencontre. Un joueur peut rentrer et sortir du terrain autant de fois qu'il le souhaite durant le match. Les remplacements peuvent être effectués à n'importe quel moment du jeu (un joueur doit être complètement sorti du terrain pour être remplacé).

#### Temps de jeu
Le match se dispute en deux mi-temps de 20 minutes chacune (en temps effectif officiellement) ou deux mi-temps de 25 minutes chacune (en temps non effectif), avec une pause entre les deux périodes, qui ne doit excéder les 15 minutes. Les équipes ont droit à une minute de temps mort non cumulable, dans chacune des deux périodes. Les éventuelles prolongations durent 2x5 minutes effectives avec séance de cinq tirs au but si le score est toujours de parité. Aucun temps mort autorisé pendant les prolongations.

#### Arbitrage
Quatre arbitres sont nécessaires à l'encadrement d'une rencontre :
- l'arbitre,
- le deuxième arbitre,
- le troisième arbitre (assistant qui comptabilise et note les évènements du match tels que buts, fautes...),
- le chronométreur (assistant qui gère le temps, arrête et redémarre le chronomètre dès que c'est nécessaire).

#### Cumul de fautes
N'importe quelle faute précédant un coup de sifflet entraine un coup franc direct ou indirect (seules les fautes directes sont cumulées). Après cinq fautes directes, chaque faute supplémentaire est sanctionnée par un jet-franc à 10 mètres. Les fautes sont remises à zéro à la mi-temps, mais les fautes commises en seconde période compteront lors d’éventuelles prolongations.

#### Autres particularités
Les rentrées de touche latérale et de coin s'effectuent au pied (règles FIFA) / à la main (règles AMF). Le but direct n'est pas valable.
Le tacle glissé et la charge pour essayer de déséquilibrer son adversaire sont strictement interdits (règles AMF).
Les joueurs ont 4 secondes (règles FIFA) / 5 secondes (règles AMF) pour remettre le ballon en jeu : relance du gardien, coup franc, remise en jeu latérale (touche) ou remise en jeu de coin (corner).
Il n'y a pas de hors jeu en futsal.
Le gardien de but a seulement le droit de recevoir le ballon une fois par possession (précisément : après un dégagement, le gardien ne peut pas retoucher le ballon jusqu’à ce qu’il soit dans le camp adverse ou qu’il soit touché par un adversaire). Une faute sera attribuée à une équipe qui remet le ballon plus d'une fois dans la même possession à son gardien de but.
Les relances du gardien doivent impérativement être faites à la main, et un éventuel but direct de la main n'est pas valable.
Un joueur est exclu après deux cartons jaunes ou un carton rouge direct, et il ne participera pas à la fin de la rencontre. Après une expulsion, l’équipe pénalisée peut remplacer le joueur expulsé après deux minutes de pénalités où elle jouera avec un joueur de moins. Si elle encaisse un but pendant cette infériorité numérique, le remplaçant pourra alors entrer avant la fin des deux minutes.
Si le ballon touche le plafond alors qu’il est en jeu, le jeu reprend par une rentrée de touche accordée à l’équipe adverse du joueur qui a touché le ballon en dernier. La rentrée de touche est exécutée sur la ligne de touche, au point le plus proche de l’endroit au-dessus duquel le ballon a touché le plafond.

### Statuts des joueurs
Les différents postes sont :
- Gardiens 
- Défenseurs
- Milieux de terrain 

- Attaquants 

## Médiatisation
Le vendredi 13 août 2010, le premier site internet spécialisé dans la diffusion de compétitions de futsal nationales a été créé en Belgique. Le site www.fwbb.be diffuse chaque semaine une rencontre de première division nationale (URBSFA ou ABFS) belge de futsal. Le concept est de diffuser un large résumé (50 à 60 % du temps de jeu effectif) de la rencontre filmée le vendredi soir sur les parquets. Les images sont à voir en ligne dès le dimanche soir de la même semaine. Innovateur, ce site web offre une visibilité sans limite (consultable de partout dans le monde grâce au réseau internet) à un sport en pleine croissance, en général, et à une compétition de haut niveau, en particulier.
Et depuis septembre 2016, BX1, la télé locale bruxelloise, propose une émission entièrement consacrée au futsal qui est diffusée à 18h15 juste après le journal. Tous les samedis, Pierre-Alexis Matton propose ainsi plusieurs résumés en collaboration avec FWBB. Le média bruxellois est ainsi devenu la seule chaîne belge à proposer un rendez-vous hebdomadaire de futsal.
En France, c'est Futsalzone.tv qui diffuse tous les matchs de la D1 Futsal gratuitement en partenariat avec la FFF. Chaque lundi à 18h, une émission est proposée en direct sur la plateforme Futsalzone.tv et sur Facebook aux fans. Elle revient sur la dernière journée avec un invité à chaque émission.